# Støvring
Støvring es una localidad danesa en el norte del país. Tiene 6.923 habitantes en 2012. Es la principal localidad y la capital del municipio de Rebild.
La localidad aparece por primera vez en una fuente escrita como Styfhring en 1268. El nombre parece provenir del danés antiguo stufr: "tocón" y el sufijo -ing que denota un lugar, por lo que significaría "lugar de tocones". Støvring se convirtió en una zona urbana con la inauguración de una estación de la red ferroviaria de Jutlandia (jyske længdebane) en 1869.